# Postępowanie sprawdzające (prawo karne)
Postępowanie sprawdzające – czynności prowadzone przed wszczęciem postępowania przygotowawczego określone w art. 307 kodeksu postępowania karnego.
Postępowanie sprawdzające przeprowadzają organy ścigania w celu:
- uzupełnienia danych zawartych w zawiadomieniu o przestępstwie,
- sprawdzenia faktów podanych w zawiadomieniu o przestępstwie,
- sprawdzenia własnych informacji, nasuwających przypuszczenie, że popełniono przestępstwo.

Postępowanie należy zakończyć najpóźniej w terminie 30 dni od otrzymania zawiadomienia.
W postępowaniu sprawdzającym nie przeprowadza się dowodu z opinii biegłego ani czynności wymagających spisania protokołu, z wyjątkiem przyjęcia ustnego zawiadomienia o przestępstwie lub wniosku o ściganie oraz przesłuchania w charakterze świadka osoby zawiadamiającej.
Postępowanie sprawdzające kończy się wydaniem postanowienia o wszczęciu albo odmowie wszczęcia śledztwa lub dochodzenia.